# Якоб Грим
Якоб Лудвиг Карл Грим (на немски: Jacob Ludwig Karl Grimm) е германист, който заедно с брат си Вилхелм публикува сбирки с немски приказки през ХІХ век (виж Братя Грим).

## Биография и творчество
Якоб Грим е роден в Ханау, близо до Франкфурт на Майн, завършва гимназията Фридрихгимназиум в Касел и преподава в Марбургския университет.
През 1819 г. Якоб Грим издава първия том на „Немската граматика“.
През 1837 г. крал Ернест Аугустус I Хановерски го уволнява, заедно с още 6 професори, от университета в Гьотинген поради протест срещу новата конституция.

### Приказки
Приказките на братя Грим са известни в целия свят. Те са превеждани многократно и на български език. Якоб /1785-1863/ и Вилхелм /1786-1859/ Грим са немски учени, които живеят във време, когато Германия е разпокъсана на много малки държавици. Те се занимавали с историята на немския език и изучавали немската литература. Най-значителното им научно и творческо дело са събраните от всички краища на страната приказки, които те преразказвали и публикували в сборниците „Детски и семейни приказки“ и „Немски предания“. Тяхната цел била да покажат, че жителите на всички малки държавици в голямата Германия принадлежат към един народ. И наистина героите в тези народни творби са крале и принцове, селяни и занаятчии, рибари и мелничари, животни и растения, които битуват във фолклора на всички области в страната. Приказките на Братя Грим възпитават в трудолюбие, честност, доброта. В тях винаги побеждават доброто и разумът. Надеждата, че бъдещето ще донесе радост и щастие осмисля живота на героите, прави ги устойчиви в борбата със злото, глупостта, мързела, страхливостта.

### Немски речник
Братята Грим започват съставянето на най-големия речник на немския език — Deutsches Wörterbuch (DWB). След смъртта на Вилхелм Грим (когато речникът е до буквата D) Якоб работи върху разширяването на речника, като при своята смърт е подготвял статия. Речникът е издаден едва през 1960 г. в пълния му състав от 33 тома.